# Austrolimnophila (Austrolimnophila) robinsoni
Austrolimnophila (Austrolimnophila) robinsoni is een tweevleugelige uit de familie steltmuggen (Limoniidae). De soort komt voor in het Afrotropisch gebied.